# Longford (County Longford)
Longford (irisch An Longfort) ist eine Stadt im zentralen Binnenland der Republik Irland und der Verwaltungssitz des gleichnamigen Countys.

## Geschichte
Die Gründung der Stadt geht zurück auf die Wikinger, die ein Longphort errichteten (von irischen long „Schiff“ und port „Hafen“ oder „Dock“). Später kam die Stadt unter die Macht lokaler Clans, die den Süden und die Mitte des Countys Longford kontrollierten, so dass Longford zeitweise auch als Longphort Uí Fhearghail (Fort der O’Farrells) bezeichnet wurde, für ein hier im Jahr 1400 gegründetes Dominikaner-Kloster.

## Gegenwart

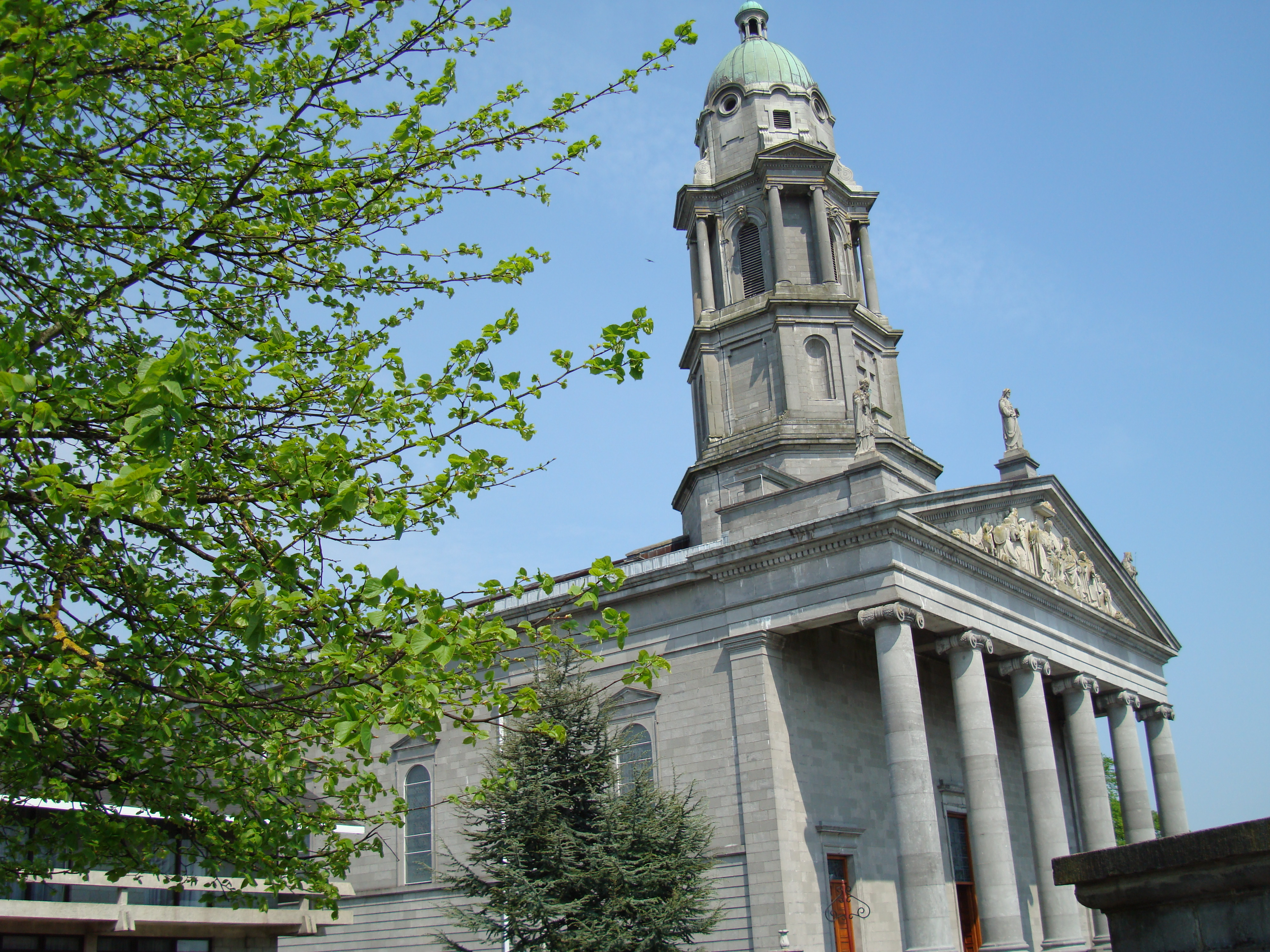
Longford Cathedral

Die Einwohnerzahl Longfords wurde beim Volkszählung 2022 mit 10.952 Personen ermittelt. Die Stadt ist Bischofssitz des römisch-katholischen Bistums Ardagh.
Das in der Mitte des Landes – zwischen Sligo und Galway an der irischen Westküste einerseits und der an der Ostküste liegenden Hauptstadt Dublin andererseits – gelegene Longford ist von Dublin 122 km entfernt; nach Sligo sind es 91 km.

## Verkehr
Durch die Eisenbahngesellschaft Iarnród Éireann ist die Stadt per InterCity an den Schienenverkehr in Irland angeschlossen; die Reisezeit nach Dublin beträgt knapp zwei Stunden. Der Bahnhof in Longford wurde 1855 eröffnet.
Longford liegt an der N4 von Dublin nach Sligo, und damit an einer der zentralen Nationalstraßen des Landes. In Longford zweigt außerdem von der N4 die N5 über Castlebar nach Westport im County Mayo ab, so dass eine Vielzahl der Autotouristen mit Ziel Mayo und Connemara Longford passieren. Autofahrer auf der N5 müssen die Stadt durchqueren – was aufgrund einer gut funktionierenden innerstädtischen Verkehrsregelung jedoch nur selten zu Verkehrsstaus führt –, während für die N4 seit 1995 ein Bypass existiert.
Südöstlich der Stadt liegt nahe Abbeyshrule am Royal Canal ein kleiner Regional-Flughafen mit wachsendem Geschäftsvolumen.

## Sport und Freizeit
Im örtlichen Fußballstadion Flancare Park finden die Heimspiele des 1924 gegründeten Fußballvereins Longford Town F.C. statt.
Der Lough Ree, einer der drei großen Seen im Verlauf des Shannon, liegt wenige Kilometer in südwestlicher Richtung von Longford entfernt.

## Söhne und Töchter
- Jane Grier (1856–1902), Gouvernante und Textilkünstlerin
- Ruairí Ó Brádaigh (1932–2013), Politiker der Sinn Féin
- Richard Brendan Higgins (* 1944), römisch-katholischer Geistlicher, emeritierter Weihbischof im US-amerikanischen Militärordinariat
- Ray Flynn (* 1957), Mittelstreckenläufer
- Adeyemi Talabi (* 2002), Sprinterin